# 郜永堂
郜永堂（1931年—），男，河北平山人，中华人民共和国政治人物，曾任中共石家庄市委副书记，河北省广播电视厅厅长，河北省人大常委会副主任。